# Tramvaj zvan čežnja (1951.)
Ovaj članak govori o filmskoj adaptaciju drame Tennesseea Williamsa. Za ostala značenja pogledajte Tramvaj zvan čežnja.
Tramvaj zvan čežnja (eng. Streetcar Named Desire) je Oscarom nagrađena adaptacija istoimene kazališne drame  Tennesseeja Williamsa iz 1951. Film je režirao Elia Kazan, koji je također režirao i originalni kazališni komad. U glavnim ulogama pojavili su se Marlon Brando (Stanley Kowalski), Vivien Leigh (Blanche Dubois), Kim Hunter i Karl Malden. Svi osim Leigh izabrani su jer su glumili na istoimenoj postavi na Broadwayu.
Film je producirao talentirani agent-odvjetnik Charles K. Feldman, a distribuirao ga je studio Warner Bros. Scenarij, koji je mnogo puta bio prepravljan kako bi se uklonile aluzije na homoseksualnost između ostalog, napisao je Oscar Saul.
1993. objavljena je redateljeva verzija filma. U ovoj verziji dodane su scene koje je Kazan snimio i koje su uklonjene na inzistiranje raznih skupina, kao što je Katolička liga ćudoređa. Vraćene scene produžile su film za neke tri minute te se ne čine neprilične za današnje standarde.
Glazba, koju je skladao Alex North, radikalno je odstupala od prevladavajućeg trenda u Hollywoodu u to vrijeme, a koja je bila bazirana na akciji i previše manipulativna. Umjesto skladanja u stilu lajtmotiva, North je napisao kratke glazbene odlomke koji su reflektirali psihološku dinamiku likova. North je te godine bio nominiran za Oscara u glazbenoj kategoriji. Ipak, nagrada je pripala Franzu Waxmanu, koji je skladao glazbu za film Mjesto pod suncem.

## Pozadina i produkcija
- Elia Kazan postavio je pomične zidove da bi se oni mogli sve više sužavati prema Blanche Dubois, ilustrirajući njezino ludilo.
- Brando je jedini od četvero nominiranih glumaca koji nije dobio Oscara.

## Glumci
- Vivien Leigh - Blanche Dubois
- Marlon Brando - Stanley Kowalski
- Kim Hunter - Stella Kowalski
- Karl Malden - Harold "Mitch" Mitchell
- Rudy Bond - Steve Hubbel
- Nick Dennis - Pablo Gonzales
- Peg Hillias - Eunice Hubbel
- Wright King - inkasator
- Richard Garrick - liječnik

## Nagrade
Film je osvojio Oscare za najboljeg sporednog glumca (Karl Malden), najbolju glavnu glumicu (Vivien Leigh), najbolju sporednu glumicu (Kim Hunter) i najbolje uređeni set. Također je nominiran u kategorijama za najboljeg glavnog glumca (Marlon Brando), najbolju snimku, najbolji dizajn kostima, najboljeg redatelja, najbolju glazbu, najbolju adaptaciju drame ili komedije, najbolji film, najbolji zvuk, snimanje i scenarij.

## Vanjske poveznice
- Tramvaj zvan čežnja u internetskoj bazi filmova IMDb-a
- CliffsNotes  Arhivirana inačica izvorne stranice od 7. lipnja 2007. (Wayback Machine)